# (521) Brixia
(521) Brixia – planetoida z grupy pasa głównego asteroid okrążająca Słońce w ciągu 4 lat i 198 dni w średniej odległości 2,74 j.a. Została odkryta 10 stycznia 1904 roku w Landessternwarte Heidelberg-Königstuhl w Heidelbergu przez Raymonda Dugana. Nazwa planetoidy pochodzi od łacińskiej nazwy miasta Brescia, miejsca urodzenia Emilio Bianchiego, który wyliczył jej orbitę. Przed jej nadaniem planetoida nosiła oznaczenie tymczasowe (521) 1904 NB.